# Gonzalagunia congesta
Gonzalagunia congesta är en måreväxtart som beskrevs av Joseph Harold Kirkbride. Gonzalagunia congesta ingår i släktet Gonzalagunia och familjen måreväxter. Inga underarter finns listade i Catalogue of Life.